# Moraxellaceae
Moraxellaceae — родина протеобактерій порядку Pseudomonadales. Більшість видів є нешкідливими комменсалами ссавців і людей або трапляються у воді чи ґрунті. Є декілька патогенних видів.

## Назва
Типовий рід Moraxella названий на честь швейцарського лікаря Віктора Моракса (1866—1935), першовідкривача Moraxella lacunata, бактерії, відповідальної за запалення кон'юнктиви.

## Морфологія
Види Moraxellaceae паличкоподібні або кокоподібні. Як характерно для протеобактерій, всі вони грамнегативні. Тест на каталазу зазвичай позитивний. Деякі види можуть утворювати капсули. Вони є аеробними, тобто залежать від кисню, і хемогетеротрофними. Джгутиків зазвичай немає, хоча деякі види можуть рухатися стрибками за допомогою пружинного механізму, який називається посмикувальною рухливістю. Рух спричиняється спеціальними ворсинками.

## Патогенність
Види Moraxella catarrhalis і Acinetobacter baumannii є патогенами людини. Moraxella catarrhalis може викликати бронхіт, інфекції носових пазух і середнього вуха. Acinetobacter baumannii може, серед іншого, спричиняти ранові інфекції та пневмонію. Moraxella bovis є причиною «рожевого ока» великої рогатої худоби (інфекційний кератокон'юнктивіт великої рогатої худоби).

## Роди
- Acinetobacter Brisou and Prévot 1954
- Alkanindiges Bogan et al. 2003
- Branhamella Catlin 1970
- Enhydrobacter Staley et al. 1987
- Faucicola Humphreys et al. 2015
- Moraxella Lwoff 1939
- Paraperlucidibaca Oh et al. 2011
- Perlucidibaca Song et al. 2008
- Psychrobacter Juni and Heym 1986